# Elroy Hirsch
Elroy Hirsch, detto Crazylegs (Wausau, 17 giugno 1923 – Madison, 28 gennaio 2004), è stato un giocatore di football americano, di nazionalità statunitense, che ha giocato nel ruolo di wide receiver per i Chicago Rockets della All-America Football Conference e i Los Angeles Rams della National Football League (NFL). Il suo soprannome deriva dal suo insolito stile di corsa. È stato inserito nella Pro Football Hall of Fame nel 1968.

## Carriera professionistica
Hirsch fu scelto dai Chicago Rockets della All-America Football Conference, dove giocò in tre stagioni dal 1946 al 1948, annate caratterizzate da diversi infortuni. In una gara contro i Cleveland Browns, Hirsch subì un tackle così duro da rompersi i legamenti del ginocchio destro. Inoltre soffrì una frattura della calotta cranica sopra l'orecchio.Dopo che i Rockets e la AAFC si fusero con NFL, egli si unì ai Los Angeles Rams, con cui rimase fino al ritiro avvenuto nel 1957, e dove guadagnò la sua fama. L'allenatore Clark Shaughnessy fece di Hirsch il primo ricevitore a tempo pieno, togliendo al talentuoso giocatore l'incombenza di giocare anche come halfback. Inoltre, Crazylegs fu uno dei primi atleti ad usare il casco di plastica che nei tempi moderni è diventato lo standard per l'industria NFL: coach Shaughnessy glielo fece indossare per precauzione, dal momento che prima di unirsi ai Rams era infortunato. Egli fu un fattore chiave della vittoria dei Rams del campionato NFL del 1951, superando il record di yard ricevute in stagione di Don Hutson con 1 495, un primato che resisteva da 19 anni e che sarà  superato solamente nel 2021 da Cooper Kupp. Inoltre quella stagione totalizzò 66 ricezioni e 17 touchdown.
Hirsch fu inserito nella Pro Football Hall of Fame nel 1968 dopo una carriera da 387 ricezioni, 7 029 yard e 60 touchdown. Ogni anno in suo onore viene corsa la "Crazylegs Classic", tenuta a Madison.

## Palmarès
- Campionati NFL : 1

Los Angeles Rams: 1951

### Individuale
- Convocazioni al Pro Bowl: 3

1951, 1952, 1953
- Leader della NFL in yard ricevute: 1

1951
- Leader della NFL in touchdown su ricezione: 1

1951
- Formazione ideale della NFL degli anni 1950
- Pro Football Hall of Fame
- Formazione ideale del 100º anniversario della National Football League
- Classificato al numero 87 tra i migliori 100 giocatori di tutti i tempi da NFL.com

## Statistiche
| Yard su ricezione      | 7 029 |
| Touchdown su ricezione | 60    |